# Balb
Balb (en llatí Balbus) va ser un cognomen romà usat per diverses gens. Derivava del renom que es donava a les persones amb dificultats de parla. N'hi havia diverses branques, totes plebees.
Hi ha personatges pertanyents a les branques Acilius, Ampius, Antonius, Atius, Cornelius, Domitius, Laelius, Lucilius, Naevius, Nonius, Octavius, i Thorius. D'aquestes, la branca Cornèlia era originària de Gades (Cadis).
Els més destacats són:
- Mani Acili Balb (cònsol 150 aC), cònsol el 150 aC
- Mani Acili Balb (cònsol 114 aC), cònsol el 114 aC
- Tit Ampi Balb, tribú de la plebs
- Quint Antoni Balb, magistrat romà.
- Marc Aci Balb, cavaller romà
- Lluci Corneli Balb Major, polític romà.
- Publi Corneli Balb, cavaller romà.
- Lluci Corneli Balb Menor, polític i magistrat romà.
- Leli Balb, senador romà.
- Quint Lucili Balb, filòsof estoic.
- Lluci Lucili Balb, jurista romà.
- Lluci Nevi Balb, magistrat romà.
- Marc Noni Balb, tribú de la plebs.
- Lluci Octavi Balb, romà conegut per les seves habilitats legals.
- Gai Tori Balb fou un romà de Lanúvium que Ciceró esmenta com a exemple de persona que no s'havia privat mai de cap plaer, ni tan sols els més rars.
- Espuri Tori Balb, tribú de la plebs.
- Juni Balb, possible pare de Gordià III.